# Гострий
Го́стрий — пасажирська зупинна залізнична платформа Лиманської дирекції Донецької залізниці (з грудня 2014 р. мала приєднатися до Придніпровської залізниці) на лінії Рутченкове — Покровськ.
Розташована в смт Гостре, Покровський район, Донецької області між станціями Красногорівка (8 км) та Роя (7 км).
Через військову агресію Росії на сході України транспортне сполучення припинене.
Історія

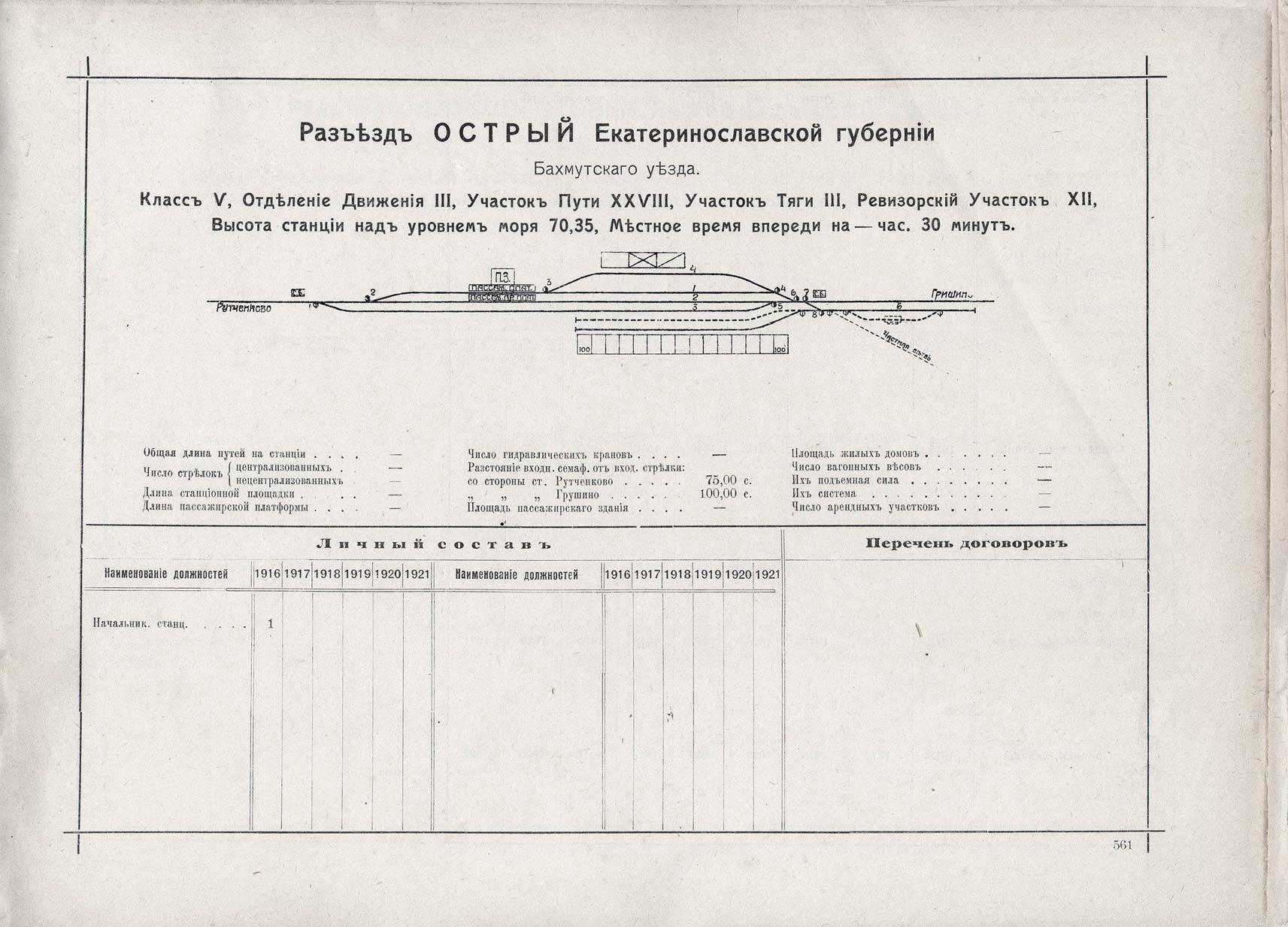
Схема колійного розвитку роз'їзду Гострий у 1917 році

Див. також: Рудниково-Лозівська залізниця. 
За часи існування залізничного руху лінією Рутченкове — Покровськ зупинка Гострий була роз'їздом, станцією, а на початку XXI століття стала звичайним зупинним пунктом приміських дизель-потягів. Саме на цій станції у 80-х роках знімали окремі сюжети художнього фільму «Дзеркало для героя», де показані вугільна промисловість і побут шахтарів Донбасу перших післявоєнних п'ятирічок. Поруч знаходяться як закриті, так і діючі шахти Курахівської групи, терикони яких поруч із природним рельєфом місцевості у долинах річок Вовча та Лозова створюють той неповторний ландшафт, на який одразу ж зверне увагу гість Західного Донбасу.
Походження назви станції місцеві краєзнавці пояснюють наступним чином. В 1911—1914 роках дебатувалося питання траси залізниці в напрямі Рутченкове — Гришине або Рутченкове — Гродівка. Згідно із клопотаннями 1911 року, керівництво Катерининської залізнці та Рада З'їзду гірничопромисловців півдня Росії пропонувало будівництво залізниці в напрямі Рутченкове — Курахівка — Гродівка, тобто в обхід місцевості, де зараз знаходиться закрита станція Гострий. Проектом Рудникової залізниці 1912 року передбачалося будівництво залізниці в напрямі Рутченкове — Курахівка — Гришине, — знову в обхід сучасного Гострого. Попередні дослідження за проектом лінії Рутченкове — Гришине Катерининської залізниці не відповідали однозначно, за яким напрямом пройде залізниця: Максимилянівка (Красногорівка) — Роя — Вовча (зупинка 37 км) чи Максимилянівка — Курахівка. Земле- і шахтовласники В. І. та К. І. Карпови приклали немало зусиль, щоб довести доцільність проходження магістральної залізниці через сучасні Гострий, Рою із обслуговуванням Курахівки окремою тупиковою гілкою. Дискусія з цього питання була палкою, гострою, — звідси, начебто, і бере свою назву нині закрита станція Гострий. Офіційною причиною трасування залізниці Рутченкове — Гришине через Гострий, Рою були міркування із організації водопостачання паровозів по станції Роя.
Будівництво залізниці розпочалося в 1914 році, рішення про будівництво роз'їзду Гострий було прийнято в 1915 році. Станом на 1917 рік роз'їзд Гострий мав 6 колій, з них — 2 тупики. По роз'їзді було обладнано криту й відкриту товарні платформи, пакгауз, орендні ділянки під склади вантажів, пасажирську будівлю, перон і проміжну пасажирські платформи. Зі станційних працівників у 1917 році був лише начальник станції. Але курсування пасажирського потягу № 22/21 Гришине — Рутченкове — Гришине було вже налагоджене. В найближчому майбутньому передбачалося додатково обладнати 2 колії (в тому числі 1 тупик), встановити вагонні ваги і збудувати приватну залізничну під'їзну колію в напрямі гирла річки Лозова. Справа в тому, що при роз'їзді, станом на 1916 рік, числилися Костянтинівсько-Карпівські копальні К. І. Карпова, — можна сказати, «батька станції Гострий». Видобувна здатність цих копалень (1 шахта) у 1915—1916 роках оцінювалася в 0,5-1 млн пудів вугілля на рік, хоча вуглевидобуток у 1915 році не досяг і 150 тис. пудів. Але на шахті вже працював водовідлив із електроприводом. То ж перспектива організації до 1917 року навантаження вугілля по Гострому була. Втім, даних про вантажні операції по Гострому саме із вугіллям ані до революції, ані після, — не знайдені.
Після збройного протистояння в Донбасі у 1918—1921 роках, станція Гострий виконувала роль технічного роз'їзду без будь-якого навантаження вантажів. У 1921 році тут було дві будівлі, одна з яких — станційна, і два чоловіки в штаті (начальник станцій та сторож). Пізніше, коли відродили пасажирське сполучення на лінії Рутченкове — Гришине, у вокзальній будівлі облаштувався ще й касир. В 1924 році пасажирсько-товарний потяг № 22/21 Гришине — Юзівка/Сталіне (Донецьк) курсував тричі на тиждень, але по Гострому графікових зупинок цього складу не було. Зупинка за вимогою пасажирів тут з'явилася не пізніше 1930 року, роз'їзд числився таким, що не діє. Лише в 1936 році організували регулярні зупинки вже щоденного поштового потягу Постишеве (Покровськ) — Макіївка по роз'їзді Гострий. Пасажирський рух тут тривав і після закриття й демонтажу колійного розвитку станції — до самого 2014 року.
В районі роз'їзду Гострий в 1924 році були відкриті джерела мінеральної води. «Вода з джерел при роз'їзді Гострий володіє проносними властивостями. Було проведене пробне газування (насичення вуглекислотою) цих вод, які потім були застосовані при лікуванні залізничників. Результати вийшли цілком задовільними. Медсануправління передбачає організувати масове газування вод названих джерел і вживати їх при лікуванні транспортників».
Значення роз'їзду Гострий почало стрімко зростати у 1955—1956 році, коли поруч із роз'їздом будували шахти № 1-2 «Гострий» («Гострівська») і «Гнилушанська». Так роз'їзд став станцією. «Гнилушанську» шахту досить швидко затопили, і на її місці облаштували виправну колонію, і під'їзна колія до цього «закладу» існувала до самого 2007 року. Щодо шахти № 1-2, в 1963 році її приєднали до шахти № 38/10 «Курахівка», утворивши підприємство «Шахтоуправління № 10», а в 1988 році — закрили.